# Celleporaria triangula
Celleporaria triangula is een mosdiertjessoort uit de familie van de Lepraliellidae. De wetenschappelijke naam van de soort is voor het eerst geldig gepubliceerd in 1994 door Seo.